# Чурин, Алексей Евграфович
Алексей Евграфович Чурин (7 (19) февраля 1852 — 2 (15) апреля 1916) — генерал от инфантерии Российской императорской армии; участник Русско-турецкой, Русско-японской и Первой мировой войн. Кавалер золотого оружия с надписью «За храбрость». Член Военного совета Российской империи.

## Биография
Родился в Вологде 7 февраля 1852 года в семье чиновника духовного ведомства, дослужившегося до коллежского советника, секретаря Вологодской духовной консистории. По вероисповеданию православный. Окончил Вологодскую классическую гимназию.
28 августа 1871 года вступил на службу в Российскую императорскую армию и зачислен юнкером в 3-е военное Александровское училище, которое окончил 18 августа 1873 года по 1-му разряду с производством в подпоручики армейской пехоты и прикомандированием к лейб-гвардии Гренадерскому полку. Высочайшим приказом от 17 августа 1874 года зачислен в полк с переименованием в прапорщики гвардии со старшинством с 18 августа 1873 года. 27 марта 1877 года произведён в подпоручики гвардии.
В рядах лейб-гвардии Гренадерского полка принял участие в Русско-турецкой войне 1877—1878 годов, в 1877 году был ранен, за отличия в сражениях был удостоен четырёх боевых наград. Произведён в поручики гвардии со старшинством с 30 августа 1877 года. В течение 9 месяцев командовал ротой. В 1882 году окончил Николаевскую академию Генерального штаба по 1-му разряду с причислением к Генеральному штабу. Состоял при Одесском военном округе и при штабе 7-й кавалерийской дивизии. 4 апреля 1882 года Высочайшим приказом «за отличие по службе» произведён в штабс-капитаны гвардии. 24 ноября того же года переведён в Генеральный штаб с переименованием в капитаны Генерального штаба (со старшинством с 4 апреля 1882 года) и назначен старшим адъютантом штаба 7-й кавалерийской дивизии. С 8 марта по 15 октября 1883 года состоял помощником старшего адъютанта штаба Одесского военного округа, а с 15 октября 1883 года по 3 ноября 1884 года состоял для поручений при том же штабе.
3 ноября 1884 года назначен на должность столоначальника Главного штаба и 24 марта 1885 года произведён в подполковники. 20 октября 1887 года переведён в штаб Финляндского военного округа старшим адъютантом, а 23 июля 1888 года назначен на должность штаб-офицера для поручений при том же штабе и заведывающего передвижением войск по железнодорожным и водным путям Финляндского района. 9 апреля 1889 года Высочайшим приказом произведён в полковники. С 1 октября 1889 года по 3 октября 1890 года отбывал цензовое командование в 95-м пехотном Красноярском полку в должности командира батальона. 15 июля 1891 года назначен начальником штаба 27-й пехотной дивизии. 18 марта 1898 года получил под своё командование 108-й пехотный Саратовский полк, а через год, 27 апреля 1899 года, «за отличия по службе» произведён в генерал-майоры и назначен генералом для особых поручений при командующем войсками Виленского военного округа.
8 июля 1902 года назначен начальником 5-й стрелковой бригады, во главе которой принял участие в Русско-японской войне. В конце 1904 года бригада была отмобилизована и передислоцирована на Дальний Восток, где в декабре вошла в состав 1-го Сводного стрелкового корпуса (2-я Маньчжурская армия). При переформировании бригады в дивизию Высочайшим приказом 13 августа 1905 года назначен её командующим. За отличия в делах против японцев удостоен ордена Святой Анны 1-й степени с мечами и золотого оружия с надписью «За храбрость». 1 июля 1906 года назначен командующим 18-й пехотной дивизии, а 6 декабря того же года «за отличия по службе» произведён в генерал-лейтенанты и утверждён в должности начальника дивизии. С 19 апреля 1907 года занимал должность начальника штаба Варшавского военного округа. 4 февраля 1909 года назначен командиром 21-го армейского корпуса. Высочайшим приказом 6 декабря 1912 года «за отличия по службе» произведён в генералы от инфантерии. С 22 апреля по 19 июля 1914 года состоял помощником командующего войсками Виленского военного округа.
После начала Первой мировой войны и упразднения управления Виленского военного округа назначен 19 июля 1914 года на должность главного начальника формируемого Двинского военного округа, однако сразу подал прошение о назначении на фронт. 30 августа того же года назначен командиром 2-го армейского корпуса. В ходе Лодзинской операции 1 и 2 ноября сдерживал у Кутно натиск двух германских корпусов, в результате чего 2-й армейский корпус понёс тяжёлые потери. 14 января 1915 года назначен командующим 5-й армией, а 8 июня того же года — командующим 12-й армией. В связи с расформированием 12-й армии 20 августа 1915 года назначен командующим 6-й армией, охранявшей подступы к Петрограду и побережья Балтийского и Белого морей. 7 марта 1916 года назначен членом Военного совета с отчислением от должности командующего 6-й армией.
Алексей Евграфович Чурин скончался 2 апреля 1916 года в Петрограде.

## Награды
Алексей Евграфович Чурин был пожалован следующими наградами:
- орден Святого Александра Невского с мечами (6 декабря 1915);
- орден Белого орла с мечами (29 мая 1915);
- орден Святого Владимира 2-й степени (6 декабря 1910);
- золотое оружие с надписью «За храбрость» (4 ноября 1907);
- орден Святой Анны 1-й степени с мечами (26 декабря 1905);
- орден Святого Станислава 1-й степени (6 декабря 1902);
- орден Святого Владимира 3-й степени (1896);
- орден Святого Владимира 4-й степени (1894);
- орден Святой Анны 2-й степени (1887);
- орден Святого Станислава 2-й степени с мечами (1878);
- орден Святой Анны 3-й степени с мечами и бантом (1878);
- орден Святого Станислава 3-й степени с мечами и бантом (1878);
- орден Святой Анны 4-й степени с надписью «За храбрость» (1877);
- крест «За переход через Дунай» (Румыния, 1879).